# Liste deutscher Auslandsschulen
Laut der Zentralstelle für das Auslandsschulwesen (ZfA) des Bundesamtes für Auswärtige Angelegenheiten (BfAA) werden weltweit 135 Deutsche Auslandsschulen (DAS) und weitere rund 870 geförderte schulische Einrichtungen sowie Deutsche Abteilungen an staatlichen Schulen betreut. Darüber hinaus gibt es fünf Auslandsschulen der Bundeswehr (ASBw).

## Afrika

### Ägypten
- Deutsche Evangelische Oberschule Kairo in Kairo (DAS)
- Deutsche Schule Beverly Hills Kairo (DAS)
- Deutsche Schule der Borromäerinnen Alexandria (DAS)
- Deutsche Schule der Borromäerinnen Kairo (DAS)
- Deutsche Schule Hurghada in Hurghada (DAS)
- Europa-Schule Kairo in Kairo (DAS)
- Nefertari Deutsche Internationale Schule
- Neue Deutsche Schule Alexandria in Alexandria (DAS)
- Private Deutsche Schule Kairo (DAS)

### Äthiopien
- Deutsche Botschaftsschule Addis Abeba (DAS)

### Ghana
- German International School in Accra (DAS)

### Kenia
- Deutsche Schule Nairobi in Nairobi (DAS)

### Libyen
- Deutsche Schule Tripolis in Tripolis (DAS)

### Namibia
- Deutsche Höhere Privatschule Windhoek (DAS)

### Nigeria
- Deutsche Schule Nigeria in Abuja und Lagos (DAS)

### Simbabwe
- Deutsche Schule Harare in Harare Vollzeitbetrieb eingestellt (geschlossen)

### Südafrika
- Deutsche Schule Durban
- Deutsche Schule Hermannsburg in Hermannsburg
- Deutsche Internationale Schule Johannesburg (DAS)
- Deutsche Schule Kapstadt (DAS)
- Deutsche Internationale Schule Pretoria in Pretoria (DAS)

## Asien

### China
- Deutsch-Schweizerische Internationale Schule in Hongkong (DAS)
- Deutsche Botschaftsschule Peking in Peking (DAS)
- Deutsche Schule Shanghai in Shanghai (DAS)
- Deutsche Schule Pudong in Shanghai (DAS)
- Deutsche Abteilung der Singapore International School in Suzhou (SSIS)
- Deutsche Internationale Schule Changchun in Changchun (DAS)

### Libanon
- Deutsche Schule Beirut in Beirut (DAS)
- Deutsche Schule Jounieh in Jounieh

### Indien
- Deutsche und internationale Schule Mumbai in Mumbai (DAS)
- Deutsche Schule New Delhi (DAS)

### Indonesien
- Deutsche Schule Jakarta (DAS)[1]

### Irak
- Deutsche Schule Erbil in Erbil (DAS)

### Iran
- Deutsche Botschaftsschule Teheran (DAS)

### Israel
- Schmidt-Schule in Jerusalem (DAS)

### Japan
- Deutsche Schule Kobe (神戸ドイツ学院) in Kōbe (DAS)
- Deutsche Schule Tokyo Yokohama (東京横浜独逸学園) in Yokohama (DAS)

### Katar
- Deutsche Internationale Schule Doha (DAS)

### Malaysia
- Deutsche Schule Kuala Lumpur in Petaling Jaya (DAS)

### Palästina, britisches Mandatsgebiet
- Deutsche Schule Sarona in Sarona (1929–1944)
- Schmidt’s Girls’ College in Jerusalem  (1921–1948)

### Palästinensische Autonomiegebiete
- Talitha Kumi College in Beit Jala (DAS)

### Philippinen
- Deutsche Europäische Schule Manila in Parañaque City (DAS und internationale IB-Schule auf dem Eurocampus Manila)

### Saudi-Arabien
- Deutsche Internationale Schule Jeddah in Dschidda (DAS)
- Deutsche Schule Riyadh in Riad (DAS)

### Singapur
- Deutsche Europäische Schule Singapur in Singapur (DAS und integrierte internationale IB-Schule)

### Südkorea
- Deutsche Schule Seoul International in Seoul (DAS)

### Taiwan
- Deutsche Schule Taipeh in Taipeh (DAS)

### Thailand
- Christliche Deutsche Schule Chiang Mai (DAS)
- RIS Swiss Section, Deutschsprachige Schule Bangkok (DAS)

### Vereinigte Arabische Emirate
- Deutsche Schule Abu Dhabi in Abu Dhabi (DAS)
- Deutsche Schule Sharjah (DAS)
- Deutsche Internationale Schule Dubai (DAS)
- Deutsche Internationale Schule Sharjah (DISS)

### Vietnam
- Deutsche Schule Ho Chi Minh City in Ho-Chi-Minh-Stadt (IGS)

## Australien und Ozeanien
- German International School Sydney in Sydney (DAS)
- Deutsche Schule Melbourne in Melbourne (DAS)

## Europa

### Belgien
- Internationale Deutsche Schule Brüssel (IDSB) in Brüssel
- Deutsche Abteilung der Internationalen SHAPE-Schule (ASBw) in Mons

### Bulgarien
- Bertolt Brecht Gymnasium Pazardzhik
- Goethe-Gymnasium Burgas
- Deutsche Schule Sofia (DAS)
- Erich-Kästner-Schule Sofia
- Galabov-Gymnasium Sofia
- Weda-Schule Sofia

### Dänemark
- Deutsche Privatschule Apenrade
- Deutsche Schule Hadersleben
- Deutsche Schule Pattburg
- Ludwig Andresen Schule Tondern
- Deutsche Schule Oster Hoist
- Deutsche Schule Rapstedt
- Deutsche Schule Lügumkloster
- Deutsche Schule Tingleff
- Deutsche Schule Sonderburg
- Deutsche Schule Burkall
- Deutsche Privatschule Feldstedt
- Deutsche Schule Rothenkrug
- Förde-Schule Gravenstein
- Kindercampus Deutsche Schule Lunden
- Deutsches Gymnasium für Nordschleswig
- Deutsche Nachschule Tingleff

- Deutsche Schule St. Petri Kopenhagen (DAS)
- Deutsche Schule Viborg

### Estland
- Deutsches Gymnasium Kadriorg
- Deutsches Gymnasium Tallinn
- Raatuse Gümnaasium Tartu

### Finnland
- Deutsche Schule Helsinki (DSH)

### Frankreich
- Cité scolaire internationale Lyon
- Deutsch-Französisches Gymnasium Buc in Buc bei Paris
- Deutsche Abteilung der Grundschule René Char (ASBw) in Le Luc en Provence
- Deutsche Schule Toulouse (DAS)
- Deutschsprachige Abteilung des Collège International in Fontainebleau bei Paris
- Deutschsprachige Abteilung der Grundschule Léonard de Vinci in Fontainebleau bei Paris
- Deutschsprachige Abteilung des Lycée François 1er in Fontainebleau bei Paris
- Lycée International de Strasbourg in Straßburg
- Deutschsprachige Abteilung der Ecole Robert Schuman in Straßburg
- Lycée International – Deutsche Abteilung St. Germain-en-Laye in Saint-Germain-en-Laye
- Sections Internationales de Sèvres in Sèvres bei Paris
- Internationale Deutsche Schule Paris/iDSP(DAS)
- Lycée-Collège International Honoré de Balzac – Deutsche Abteilung in Paris
- Collège International de Valbonne – Deutsche Abteilung in Valbonne
- Ecole Sartoux de Valbonne – Deutsche Abteilung Grundschule in Valbonne
- Cité scolaire internationale Europole, Grenoble

### Georgien
- Deutsche Internationale Schule Tiflis

### Griechenland
- Deutsche Schule Athen (DAS)
- Deutsche Schule Thessaloniki (DAS)

### Großbritannien
- Deutsche Schule London (DAS)

### Irland
- Deutsche Schule Dublin (DAS)
- Deutsche Schule am Meer, Kerry

### Italien
- Deutsche Schule Genua (DAS)
- Deutsche Schule Mailand (DAS)
- Deutsche Schule Rom (DAS)

### Kroatien
- Deutsche Internationale Schule Zagreb (DAS)

### Lettland
- Deutsche Schule Riga

### Niederlande
- Deutsche Internationale Schule Den Haag (DAS)
- Deutsche Abteilung der AFNORTH International School (ASBw) in Brunssum
- Deutsche Schule Eindhoven

### Norwegen
- Deutsche Schule Oslo (DAS)

### Polen
- Willy-Brandt-Schule Warschau (DAS)

### Portugal
- Deutsche Schule Lissabon (DAS)
- Deutsche Schule zu Porto (DAS)

### Rumänien
- Deutsche Schule Bukarest (DAS)
- Deutsches Goethe-Kolleg Bukarest
- Nikolaus-Lenau-Lyzeum Timișoara
- Adam Müller-Guttenbrunn Lyzeum Arad
- Brukenthal-Lyzeum Hermannstadt
- Stephan Ludwig Roth Lyzeum Mediaș
- Honterus-Gymnasium Brașov
- Bergschule Schäßburg
- Colegiul National George Coșbuc Cluj-Napoca
- Johann Ettinger Lyzeum Satu Mare
- Gustav Gündisch Lyzeum Cisnădie

### Russland
- Deutsche Schule Moskau (DAS)
- Deutsche Schule St. Petersburg (DAS)

### Schweden
- Deutsche Schule Stockholm (DAS)
- Deutsche Schule Göteborg

### Schweiz
- Deutsche Schule Genf (DAS)

### Serbien
- Deutsche Schule Belgrad (DAS)

### Slowakei
- Staatliches Gymnasium Tatarku Poprad in Poprad
- Deutsche Schule Bratislava (DAS)

### Spanien
- ASET Barcelona (DAS)
- Deutsche Schule Barcelona (DAS)
- Deutsche Schule Bilbao (DAS)
- Deutsche Schule Las Palmas de Gran Canaria (DAS)
- ASET Madrid (DAS)
- Deutsche Schule Madrid (DAS)
- Deutsche Schule Málaga (DAS)
- Deutsche Schule Santa Cruz de Tenerife (DAS)
- Deutsche Schule San Sebastián (DSSAM)
- Deutsche Schule Sevilla
- Deutsche Schule Valencia (DAS)
- Eurocampus Deutsche Schule Mallorca
- Viva-Schule Santa Ponça Mallorca

### Tschechien
- Deutsche Schule Prag (DAS)
- Staatliches Gymnasium Na Pražačce in Prag 3
- ehem. Deutsches Gymnasium Smíchov
- Spezialgymnasium F.X. Saldy Liberec in Liberec

### Türkei
- Deutsche Schule Ankara (DAS)
- Deutsche Schule Istanbul (DAS)
- IELEV Gymnasium Istanbul (DAS)
- Deutsche Schule Izmir (DAS)
- İstanbul Erkek Lisesi
- Bahçelievler Anatolian High School

### Ukraine
- Deutsche Schule Kiew (DAS)

### Ungarn
- Ungarndeutsches Bildungszentrum Baja in Baja (DAS)
- Deutsche Schule Budapest (DAS)
- Friedrich-Schiller-Gymnasium, Pilisvörösvár/Werischwar
- Audi Hungaria Schule, Győr (DAS)
- Mercedes-Benz-Schule[2] Kecskemét

## Nord- und Mittelamerika

### Kanada
- Deutsche Schule Bowcroft School Calgary
- Deutsche Schule Alexander von Humboldt Montreal (DAS)
- Deutsche Schule Toronto (DAS)

### Vereinigte Staaten von Amerika
- German International School of Silicon Valley (GISSV – Mountain View & San Francisco) (DAS)[3]
- Deutsche Internationale Schule Boston (DAS)
- Deutsche Internationale Schule Chicago (GISC)
- Deutsche Schule Connecticut (The German School of Connecticut – bei Stamford u. West Hartford) (DAS)
- Deutsche Schule New York in White Plains, New York (DAS)
- German School Brooklyn in New York City
- Deutsche Schule Portland (The German American School of Portland) (DAS)
- German International School Washington D.C. in Washington, D.C. (DAS)
- Deutsche Schule El Paso (ASBw) in Fort Bliss
- Deutsche Schule Sheppard (ASBw) in Wichita Falls
- Deutsche Schule Phoenix in Phoenix (Arizona)

### Costa Rica
- Humboldt-Schule San José in San José (Costa Rica) (DAS)

### El Salvador
- Deutsche Schule San Salvador in San Salvador (DAS)

### Guatemala
- Deutsche Schule Guatemala in Guatemala-Stadt (DAS)

### Mexiko
- Deutsche Schule Guadalajara (DAS)
- Colegio Alemán Alexander von Humboldt in Mexiko-Stadt (La Herradura) (DAS)
- Colegio Alemán Alexander von Humboldt in Mexiko-Stadt (Lomas Verdes) (DAS)
- Colegio Alemán Alexander von Humboldt in Mexiko-Stadt (Xochimilco) (DAS)
- Colegio Alemán Alexander von Humboldt in Puebla (DAS)

### Nicaragua
- Deutsche Schule Managua in Managua (DAS)

## Südamerika

### Argentinien
- Goethe-Schule Buenos Aires in Buenos Aires (DAS)
- Hölters-Schule in Villa Ballester (zu Buenos Aires)
- Pestalozzi-Schule Buenos Aires (DAS)
- Deutsche Schule Instituto Ballester in Villa Ballester (zu Buenos Aires) (DAS)
- Deutsche Schule Bariloche in Bariloche
- Deutsche Schule Córdoba in Córdoba
- Deutsche Schule Villa General Belgrano in (Villa General Belgrano)
- Deutsche Schule Temperley (DAS) in Temperley
- Gartenstadt Schule in Ciudad Jardín Lomas del Palomar (Buenos Aires)

### Bolivien
- Deutsche Schule La Paz in La Paz (DAS)
- Deutsche Schule Santa Cruz de Bolivia in Santa Cruz de la Sierra (DAS)
- Deutsche Schule Federico Froebel in Cochabamba (DAS)

### Brasilien
- Colégio Cruzeiro in Rio de Janeiro
- Deutsche Schule Rio de Janeiro in Rio de Janeiro (DAS)
- Colégio Visconde de Porto Seguro in São Paulo (DAS)
- Colégio Humboldt São Paulo (DAS)
- Colégio Imperatriz Leopoldina (Santana-Schule), São Paulo
- Deutsche Schule Valinhos (DAS)
- Colégio Benjamin Constant (Vila Mariana-Schule), São Paulo
- Deutsche Schule Curitiba, Curitiba

### Chile
- Colegio del Verbo Divino Chicureo in Chicureo
- Colegio Mariano de Schoenstatt in Santiago de Chile
- Deutsche Schule Arica in Arica
- Deutsche Schule La Serena in La Serena (Chile)
- Deutsche Schule Valparaíso in Valparaíso (DAS)
- Deutsche Schule San Felipe in San Felipe (Chile)
- Deutsche Schule Santiago in Santiago de Chile (DAS)
- Deutsche Schule St. Thomas Morus in Santiago de Chile (DAS)
- Deutsche Ursulinenschule Vitacura in Santiago de Chile
- Deutsche Ursulinenschule Maipú in Santiago de Chile
- Deutsche Schule Concepción in Concepción (Chile) (DAS)
- Deutsche Schule Chillan in Chillán
- Deutsche Schule Los Angeles in Los Ángeles (Chile)
- Deutsche Schule Temuco in Temuco
- Deutsche Schule Villarrica in Villarrica
- Deutsche Schule „Carl Anwandter“ Valdivia in Valdivia (DAS)
- Deutsche Schule „R.A.Philippi“ La Unión in La Unión
- Deutsche Schule Osorno in Osorno
- Deutsche Schule Frutillar in Frutillar
- Deutsche Schule Puerto Varas in Puerto Varas
- Deutsche Schule Purranque in Purranque
- Deutsche Schule Puerto Montt in Puerto Montt
- Deutsche Schule Punta Arenas in Punta Arenas

### Ecuador
- Deutsche Humboldtschule Guayaquil in Guayaquil (DAS)
- Deutsche Schule Quito in Quito (DAS)
- Deutsche Schule Cuenca in Cuenca (Ecuador) (DAS)

### Kolumbien
- Deutsche Schule Barranquilla in Barranquilla (DAS)
- Deutsche Schule Bogotá in Bogotá (DAS)
- Deutsche Schule Cali in Cali (DAS)
- Deutsche Schule Medellín in Medellín (DAS)

### Paraguay
- Goethe-Schule Asuncion in Asunción (DAS)

### Peru
- Deutsche Schule Max Uhle Arequipa in Arequipa (DAS)
- Deutsche Schule Alexander von Humboldt Lima (DAS)
- Colegio Peruano-Alemán Beata Imelda in Lima (DAS)
- Colegio Peruano-Alemán Reina del Mundo in Lima

### Uruguay
- Deutsche Schule Montevideo (DAS)

### Venezuela
- Colegio Humboldt Caracas in Caracas (DAS)